# Chetone meta
Chetone meta là một loài bướm đêm thuộc phân họ Arctiinae, họ Erebidae.